# Tartu Maraton

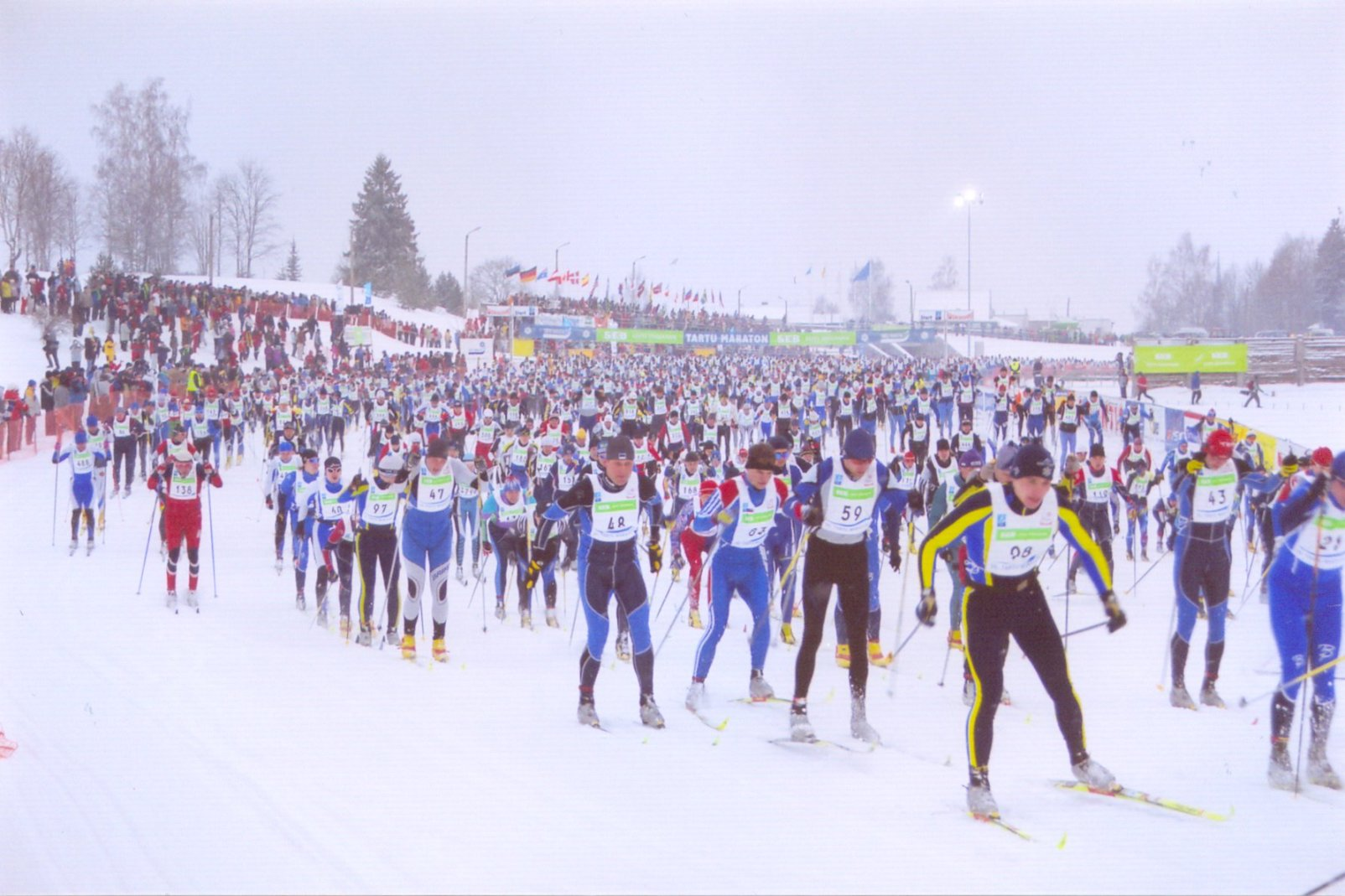
Tartu Maraton, 2006

Tartu Maraton – długodystansowy bieg narciarski, rozgrywany co roku w lutym, we wschodniej Estonii, w prowincji Tartumaa. Jest to najdłuższy i największy estoński maraton, a także największy maraton narciarski we wschodniej Europie. Trasa biegu liczy 63 km, rozgrywany jest techniką klasyczną. Bieg ten należy do cyklu Worldloppet i FIS Marathon Cup. 
Pierwsza edycja biegu miała miejsce w 1960 roku. Początkowo zawody rozgrywano tylko w kategorii mężczyzn. kobiety do rywalizacji przystąpiły w 1967 roku. Obecnie trasa biegu zaczyna się Otepää i prowadzi przez miejscowości Matu, Ande, Peebu i Hellenurme do mety w Elva. 
Najwięcej zwycięstw wśród mężczyzn odniósł Estończyk Raul Olle, który zwyciężał trzykrotnie w latach: 1994, 2001 i 2005. Wśród kobiet najlepsza jest Sandra Hansson ze Szwecji, która wygrała cztery razy: w latach 2009-2011 i 2013 roku.

## Lista zwycięzców
| Rok  | Mężczyźni                                | Kobiety                                  |
| ---- | ---------------------------------------- | ---------------------------------------- |
| 2025 | Lauri Lepistö                            | Teesi Tuul (2)                           |
| 2024 | Henri Roos (2)                           | Teesi Tuul                               |
| 2023 | Henri Roos                               | Justyna Kowalczyk                        |
| 2022 | Emil Persson                             | Britta Johansson Norgren                 |
| 2021 | Mart Kevin Põlluste                      | Tatjana Mannima                          |
| 2020 | Bieg odwołany z powodu pandemii COVID-19 | Bieg odwołany z powodu pandemii COVID-19 |
| 2019 | Niko Koskela                             | Maria Gräfnings (2)                      |
| 2018 | Antoine Auger                            | Maria Gräfnings                          |
| 2017 | Bastien Buttin                           | Aurélie Dabudyk                          |
| 2016 | Zawody odwołane                          | Zawody odwołane                          |
| 2015 | Eldar Rønning                            | Tatjana Mannima (2)                      |
| 2014 | Zawody odwołane z powodu braku śniegu    | Zawody odwołane z powodu braku śniegu    |
| 2013 | Simen Østensen                           | Sandra Hansson (4)                       |
| 2012 | Jörgen Brink                             | Susanne Nyström                          |
| 2011 | Jerry Ahrlin (2)                         | Sandra Hansson (3)                       |
| 2010 | Anders Aukland (2)                       | Sandra Hansson (2)                       |
| 2009 | Anders Aukland                           | Sandra Hansson                           |
| 2007 | Jerry Ahrlin                             | Elin Ek                                  |
| 2006 | Stanislav Řezáč                          | Õnne Kurg                                |
| 2005 | Raul Olle (3)                            | Tatjana Mannima                          |
| 2003 | Jørgen Aukland                           | Swietłana Frizen                         |
| 2002 | Håvard Skorstad                          | Elin Nielsen                             |
| 2001 | Raul Olle (2)                            | Piret Niglas (2)                         |
| 1999 | Johann Mühlegg                           | Nadieżda Simak                           |
| 1998 | Michaił Botwinow (2)                     | Piret Niglas                             |
| 1997 | Michaił Botwinow                         | Gudrun Pflüger                           |
| 1996 | Håkan Westin (2)                         | Maria Theurl                             |
| 1995 | Håkan Westin                             | Ene Aigro (2)                            |
| 1994 | Raul Olle                                | Katrin Mauring                           |
| 1993 | Ulvar Pavlov (2)                         | Ene Aigro                                |
| 1991 | Margo Pulles                             | Ene Tjulkina                             |
| 1987 | Ulvar Pavlov                             | Krista Lepik                             |
| 1986 | Nikołaj Politajew                        | Ingrid Tikk                              |
| 1985 | Artur Daniel                             | Kerstin Kruuda                           |
| 1984 | Vahur Kihuoja                            | Siiri Sepp                               |
| 1983 | Jaanus Teppan                            | Rutt Šmigun (3)                          |
| 1982 | Mati Albert (2)                          | Rutt Šmigun (2)                          |
| 1981 | Mati Albert                              | Helmi Michaiłowa                         |
| 1980 | Arne Sirel                               | Küllike Ohno                             |
| 1979 | Arne Sammel                              | Ülle Torop                               |
| 1978 | Anatolij Šmigun                          | Rutt Šmigun                              |
| 1977 | Tõnu Kinks (2)                           | Tatjana Ojavere                          |
| 1976 | Matti Mallo                              | Taima Kuusk                              |
| 1971 | Władimir Szokman                         | -                                        |
| 1970 | Tõnu Kinks                               | -                                        |
| 1969 | Hain Kinks                               | Ingrid Mägar                             |
| 1968 | Arvo Kütt                                | Ene Märtin                               |
| 1967 | Rudolf Mürk                              | Eha Abel                                 |
| 1965 | Tõnu Haljand                             | -                                        |
| 1964 | Walerij Zieleńcow                        | -                                        |
| 1963 | Valter Tennisson (2)                     | -                                        |
| 1962 | Valter Tennisson Anatolij Krejnin        | -                                        |
| 1960 | Rein Tikk                                | -                                        |